# Rudgea casarettoana
Rudgea casarettoana är en måreväxtart som beskrevs av Johannes Müller Argoviensis. Rudgea casarettoana ingår i släktet Rudgea och familjen måreväxter. Inga underarter finns listade i Catalogue of Life.